# Élections provinciales cambodgiennes de 2024
Les élections provinciales cambodgiennes de 2024 ont lieu le 26 mai 2024 afin de renouveler pour cinq ans les 559 membres des conseils provinciaux du Cambodge. Les conseillers provinciaux sont élus au suffrage indirect par les conseillers municipaux.
Comme lors des élections législatives organisées l'année précédente, le Parti du peuple cambodgien empêche de participer le Parti de la bougie, son principal concurrent,.
Comme attendu, le Parti du peuple cambodgien remporte la quasi-totalité des sièges de conseillers provinciaux, avec 504 sièges sur 509. L'opposition se partage les sièges restants avec 47 élus pour le Parti khmer de la volonté et 8 pour le Parti du pouvoir de la nation.